# PGC 38799
LEDA/PGC 38799 ist eine Spiralgalaxie vom Hubble-Typ Sab mit ausgedehnten Sternentstehungsgebieten im Sternbild Hydra südlich der Ekliptik. Sie ist schätzungsweise 87 Millionen Lichtjahre von der Milchstraße entfernt und bildet gemeinsam mit zehn weiteren Galaxien die IC 764-Gruppe (LGG 271).
Im selben Himmelsareal befinden sich die Galaxien IC 764, IC 3005, IC 3010, IC 3015.